# Новые Каратавлы
Новые Каратавлы (баш. Яңы Ҡаратаулы) — деревня в Салаватском районе Республики Башкортостан Российской Федерации. Входит в состав Алькинского сельсовета.

## География

### Географическое положение
Находится на левом берегу реки Юрюзани.
Расстояние до:
- районного центра (Малояз): 8 км,
- центра сельсовета (Алькино): 7 км,
- ближайшей ж/д станции (Кропачёво): 21 км.

## Население
| 2002 | 2009 | 2010 |
| ---- | ---- | ---- |
| 354  | ↗428 | ↘364 |

Национальный состав
Согласно переписи 2002 года, преобладающая национальность — башкиры (99 %).